# 共产主义斗争
共产主义斗争（義大利語：Lotta Comunista）是意大利的一个左翼共产主义政党。该党成立于1965年12月，创始人是Arrigo Cervetto和Lorenzo Parodi。该党的一些早期成员曾加入意大利各个无政府主义组织和意大利共产党。该党的意识形态是左翼共产主义、马克思主义、列宁主义、反斯大林主义。该党的总部位于热那亚。该党反对在当前时期采取任何形式的议会斗争方式。